# Notochodaeus interruptus horii
Notochodaeus interruptus horii es una subespecie de coleóptero de la familia Ochodaeidae.

## Distribución geográfica
Habita en Japón.